# Heinz van Nouhuys
Heinz Losecaat van Nouhuys (* 27. September 1929; † 20. Dezember 2005 in Berlin) war ein niederländischer Verleger und Journalist.

## Leben

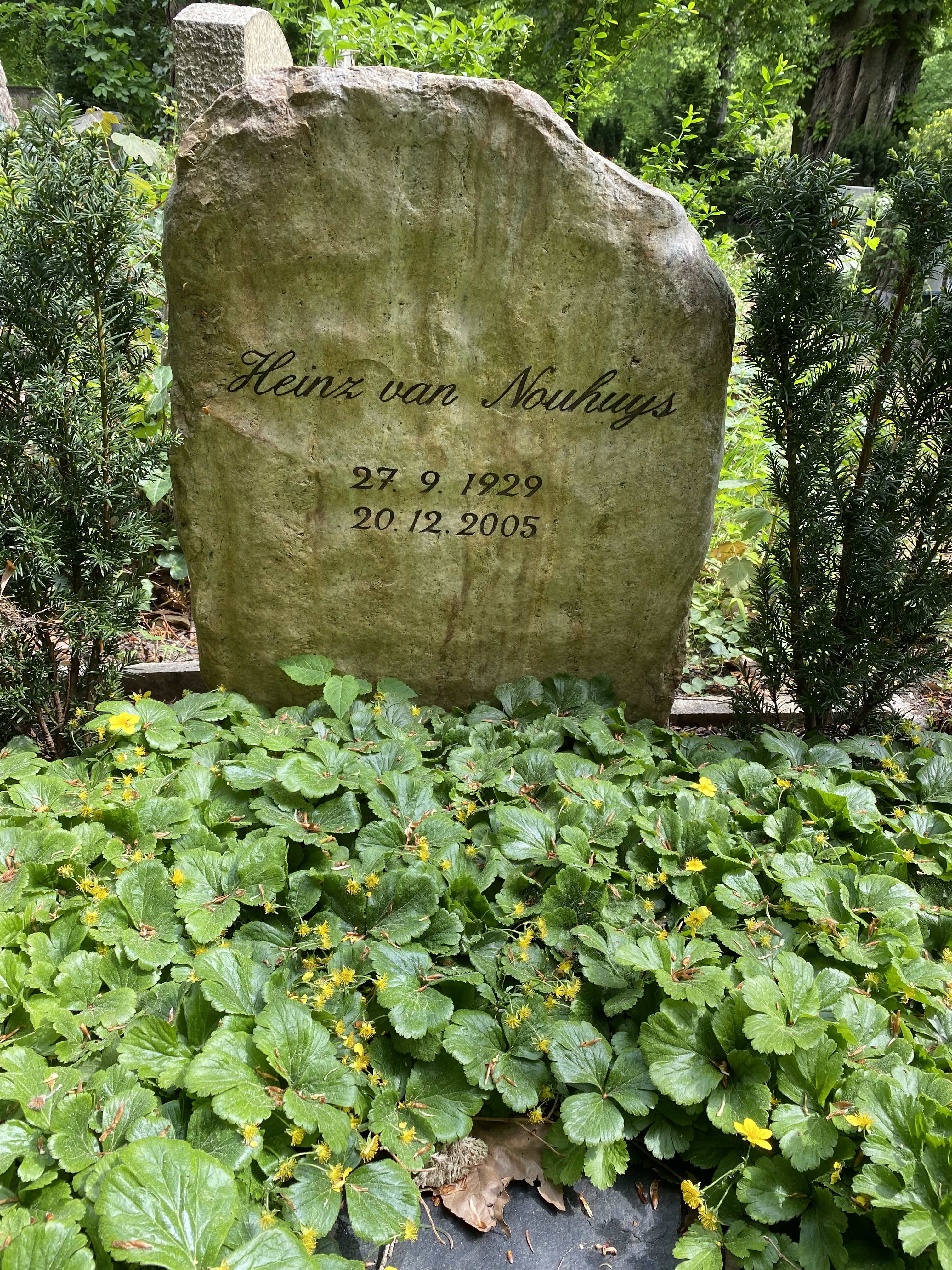
Grabstätte

Er wurde zunächst als Autor von Kriminalhörspielen bekannt, die in den Jahren 1957 bis 1959 in der Reihe Die Jagd nach dem Täter vom Norddeutschen Rundfunk produziert wurden.
Nachdem er unter anderem für den Stern gearbeitet hatte, wurde Nouhuys 1966 nach der Übernahme der Illustrierten Quick durch den Heinrich Bauer Verlag bis 1968 deren Chefredakteur.  Danach war er Redaktionsdirektor des Bauer Verlags und erwarb für diesen die deutsche Lizenz des amerikanischen Männermagazins Playboy. 1973 war er in den Schlagzeilen, als er von der Konkurrenz-Illustrierten Stern als Doppelagent, der auch für das Ministerium für Staatssicherheit der DDR gearbeitet habe, verleumdet wurde. 1976 schied er aus dem Bauer Verlag aus.
Danach war er Gründer und Verleger des Münchner NewMag Verlags. Zusammen mit Marianne Schmidt brachte er unter anderem die deutsche Lizenzausgabe des Pariser Playboy-Imitats Lui heraus. Mit der Devise „Brust raus, Hirn rein“ machte er aus Lui ein großformatiges Magazin für den gehobenen Konsum, dessen dezentere Erotik ihm zwar Lob in Fachkreisen, aber auch einen Rückgang der Auflage einbrachte: 1990 gab er die Lui-Lizenz zurück. Von 1980 bis 1991 verlegte er 82-mal die Kulturzeitschrift TransAtlantik.
Nach Einstellung von TransAtlantik ging Nouhuys nach Berlin und schrieb für die Boulevardzeitung Super!, die aber im Juli 1992 bereits wieder eingestellt wurde.
Im Jahr 1970 war er an dem Comedy-Fernsehfilm Jumbo – Ein Elefantenleben als Autor beteiligt, ebenso an den beiden ersten Episoden der Comedy-Fernsehserie Klimbim im Jahr 1973. Im Spielfilm King Kongs Faust (1985) spielte er die Rolle des Chefredakteurs.
Nouhuys wurde auf dem Friedhof Wilmersdorf (Abt. C 8) beigesetzt.